# Even Cowgirls Get the Blues (album, John Cale)
Even Cowgirls Get the Blues je koncertní album velšského hudebníka a skladatele Johna Calea. Původně bylo vydáno v roce 1986 společností Special Stock Records na gramofonové desce a bylo dostupné pouze po předchozí poštovní objednávce. V roce 1991 album vyšlo znovu. Tehdy jej vydaly společnosti ROIR a Danceteria a kromě zcela odlišného obalu (původní obsahoval malby Hieronyma Bosche) obsahovalo také méně písní. Z původní verze chyběly „Jack the Ripper“, „Dead or Alive“ a „Memphis“. Album tentokrát vyšlo ve třech formátech: na gramofonové desce, kompaktním disku a audiokazetě. Obal alba uvádí, že písně byly nahrány při dvou koncertech v newyorském klubu CBGB, a to ve dnech 28. prosince 1978 a 31. prosince 1979. Později vyšla též japonská verze na CD, která se nelišila od evropských verzí vydaných v roce 1991.
Přebal alba uvádí, že album bylo nahráno v sestavě Cale, Ritchie Fliegler (kytara), Ivan Král (baskytara), Bruce Brody (klávesy), Judy Nylon (zpěv, vyprávění), Jay Dee Daugherty (bicí, 1978) a Robert Medici (bicí, 1979). Fliegler však později tyto informace vyvracel – uvedl, že v prvních pěti písních hraje on, Král, Brody, Daugherty a Nylon, zatímco zbylé s Calem nahrála jiná skupina. Autorem poznámek k albu (tzv. liner notes) je Jim Flynn Curtin, který rovněž album upravoval zvukově. Album obsahuje převážně dříve nevydané písně. Píseň „Casey at the Bat“ se na albu nachází dvakrát, první verze trvá pouze minutu a půl a kapela ji nedohrála, zatímco druhá verze je již kompletní. Píseň „Dance of the Seven Veils“ („Salome“) je příběhem vyprávěným Judy Nylon. „Decade“ je desetiminutovou instrumentální improvizovanou písní.

## Seznam skladeb
Autorem všech skladeb je John Cale, výjimkou je pouze píseň „Memphis“, kterou napsal Chuck Berry.

### Gramofonová deska (1986)
| Strana 1 | Strana 1                            | Strana 1             | Strana 1 |
| Pořadí   | Název                               | Původní album        | Délka    |
| -------- | ----------------------------------- | -------------------- | -------- |
| 1.       | Dance of the Seven Veils            | —                    |          |
| 2.       | Helen of Troy                       | Helen of Troy (1975) |          |
| 3.       | Casey at the Bat                    | —                    |          |
| 4.       | Even Cowgirls Get the Blues         | —                    |          |
| 5.       | Jack the Ripper at the Moulin Rouge | —                    |          |

| Strana 2 | Strana 2                                   | Strana 2              | Strana 2 |
| Pořadí   | Název                                      | Původní album         | Délka    |
| -------- | ------------------------------------------ | --------------------- | -------- |
| 1.       | Dead or Alive                              | Honi Soit (1981)      |          |
| 2.       | Somebody Should Have Told Her              | —                     |          |
| 3.       | Instrumental for New Years 1980 („Decade“) | —                     |          |
| 4.       | Magic & Lies                               | Honi Soit (1981)      |          |
| 5.       | Memphis (instrumentální)                   | Animal Justice (1977) |          |

### Gramofonová deska a audiokazeta (1991)
| Strana 1 | Strana 1                    | Strana 1             | Strana 1 |
| Pořadí   | Název                       | Původní album        | Délka    |
| -------- | --------------------------- | -------------------- | -------- |
| 1.       | Dance of the Seven Veils    | —                    |          |
| 2.       | Helen of Troy               | Helen of Troy (1975) |          |
| 3.       | Casey at the Bat            | —                    |          |
| 4.       | Even Cowgirls Get the Blues | —                    |          |

| Strana 2 | Strana 2                      | Strana 2         | Strana 2 |
| Pořadí   | Název                         | Původní album    | Délka    |
| -------- | ----------------------------- | ---------------- | -------- |
| 1.       | Dead or Alive                 | Honi Soit (1981) |          |
| 2.       | Somebody Should Have Told Her | —                |          |
| 3.       | Decade                        | —                |          |
| 4.       | Magic & Lies                  | Honi Soit (1981) |          |

### Kompaktní disk
| Pořadí | Název                         | Původní album        | Délka |
| ------ | ----------------------------- | -------------------- | ----- |
| 1.     | Dance of the Seven Veils      | —                    |       |
| 2.     | Helen of Troy                 | Helen of Troy (1975) |       |
| 3.     | Casey at the Bat              | —                    |       |
| 4.     | Even Cowgirls Get the Blues   | —                    |       |
| 5.     | Don't Know Why She Came       | —                    |       |
| 6.     | Somebody Should Have Told Her | —                    |       |
| 7.     | Decade                        | —                    |       |
| 8.     | Magic & Lies                  | Honi Soit (1981)     |       |

## Obsazení
- John Cale – zpěv, kytara, elektrické piano, viola
- Ritchie Fliegler – kytara
- Ivan Král (na obalu uveden jako Ivan Kraal) – baskytara
- Bruce Brody – klávesy
- Jay Dee Daugherty – bicí (1–4)
- Robert Medici – bicí (5–8)
- Judy Nylon – zpěv, vyprávění